# Одл, Алан
Алан Элсден Одл (англ. Alan Elsden Odle, 1888–1948) — английский иллюстратор, муж писательницы Дороти Ричардсон.
Он иллюстрировал такие английские издания как «Кандид, или Оптимизм» Вольтера (1922), «1601: A Tudor Fireside Conversation» Марка Твена (1936) и мимиямбы Герода. Одл принимал участие в оформлении периодических изданий The Gypsy, The Golden Hind, US Vanity Fair, The Studio и UK Argosy.
Одл был богемной фигурой, общался с Огастесом Джоном, Джейкобом Эпстайном и Перси Уиндемом Льюисом. К моменту женитьбы на Дороти Ричардсон в 1917 году он болел туберкулёзом и страдал от алкоголизма. Тем не менее, Одл бросил пить и прожил до 1948 года. 
Одл был очень худым и высоким человеком, носил длинные волосы до талии, которые никогда не стриг, редко стриг ногти. С 1917 по 1939 год супруги проводили зиму в Корнуолле, а лето в Лондоне. После 1939 года они остались жить в Корнуолле до самой смерти Одла в 1948 году. Ричардсон в течение многих лет поддерживала семью работая внештатным автором в периодических изданиях, поскольку Алан мало зарабатывал на своём искусстве.
У Алана был брат Эдвин Винсент Одл (1890–1942), опубликовавший в 1923 году научно-фантастическое произведение «The Clockwork Man» (с англ. — «Заводной человек»). Сам Алан был дружен с британским писателем Клодом Хоутоном.